# Pieve di San Martino in Rafaneto
La pieve di San Martino Rafaneto  è una pieve romanica situata a Verucchio.

## Storia
Il primo documento scritto che cita la pieve di San Martino in Rafaneto è del 1059, anche se la prima testimonianza certa è del 1230. L'abside è parte più antica e risale al X secolo, mentre il campanile è del XIII secolo. Il resto dell'edificio è invece ascrivibile al XII secolo. Quasi certa è la presenza di una costruzione antecedente l'attuale, a sua volta edificata su resti romani. In particolare, negli scavi archeologici del 1893 sono emerse lapidi e un orologio solare di età imperiale.
La pieve ebbe il periodo più fiorente tra Medioevo e Rinascimento, entrando in decadenza a partire dal XVII secolo. Nei secoli fu destinata ad altri usi, come quello agricolo, che ne hanno minato lo stato di conservazione. La stessa facciata non è più visibile in quanto inglobata nella muratura di una casa colonica. La chiesa è stata oggetto di un intervento di restauro che ha recuperato parte del comparto decorativo di epoca romanica.
Il restauro è stato fortemente voluto da Don Agostino Ferrini ("Fra Sergio"), in onore di San Giuda Taddeo di cui sono presenti due statue una all'interno della Pieve ed una bronzea all'esterno.
La pieve viene aperta in onore di San Giuda, il primo sabato di marzo e l'ultimo di ottobre.

## Descrizione
La chiesa è a navata unica, con abside semicircolare. La costruzione è in pietra locale. Durante le operazioni di restauro sono emerse decorazioni scultoree di epoca romanica, come decorazioni con figure zoomorfe e elementi fitomorfi.